# Passage en Loire de Mantelot
Le passage en Loire de Mantelot est un ancien passage entre les écluses de Mantelot et des Combles, aménagé dans le lit même de la Loire, sur la commune de Châtillon-sur-Loire dans le département du Loiret en région Centre-Val de Loire.

## Histoire

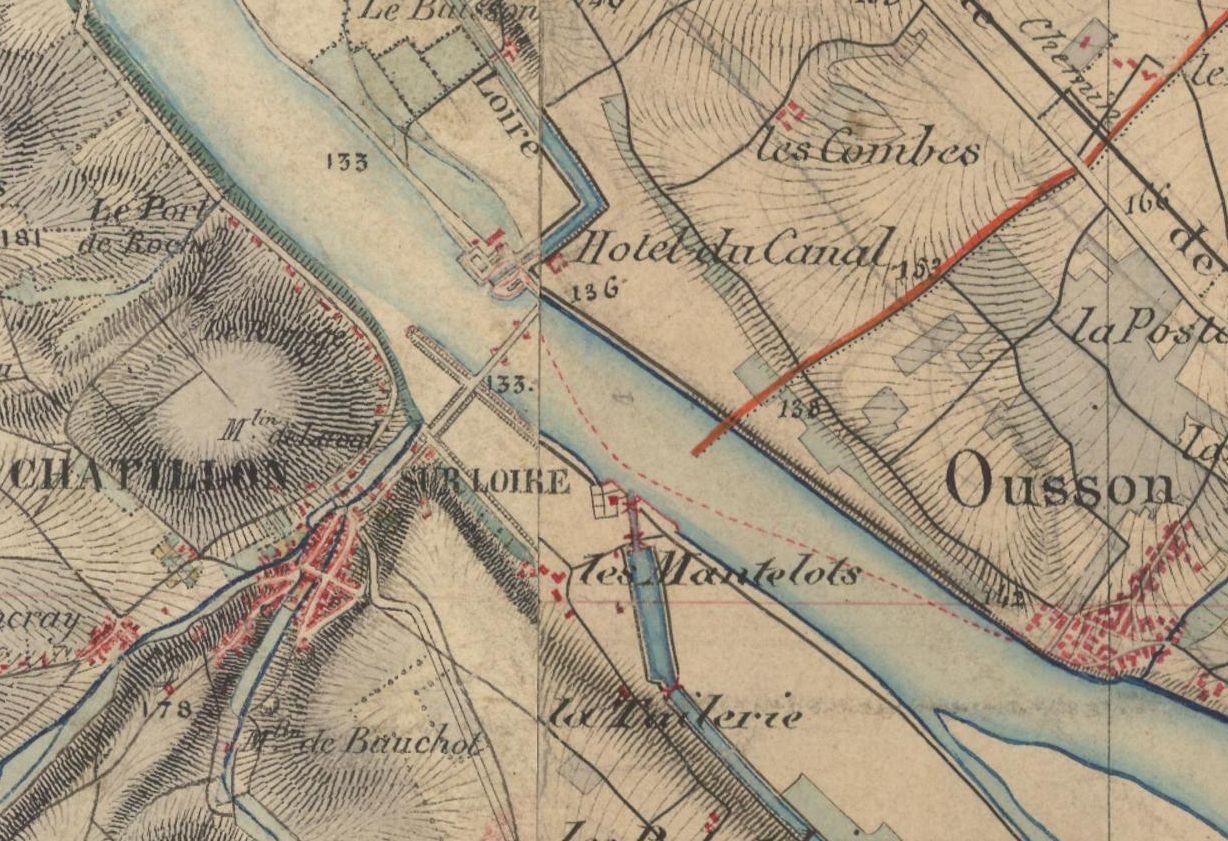
Mantelot sur la carte d'État-Major.

Avant la construction du pont-canal de Briare, ce passage permettait aux bateaux, venant du sud et allant vers Paris ou l'inverse, de passer de l'ancien canal latéral à la Loire à l'ancien canal de Briare par la Loire. Pour cela, un système d'épis et de levées submersibles construit par l'homme permettait d'avoir une hauteur d'eau suffisante. En 1880, une chaîne immergée et placée sur chaque rive permettait de retenir le bateau en cas de forts courants en haute eau ou de le tirer en cas de faibles courants en basse eau. Le nombre de bateaux était alors d'environ 4 000 par an. Il fut remplacé plus tard, en 1880, par un toueur, qui accompagnait les bateaux lors de la traversée. Le nombre de bateaux passa alors à environ 9 000 par an. Malgré tous les moyens mis en place, la traversée était dangereuse (le courant pouvait atteindre 2,5 mètres par seconde en haute eau) et l'on dénombrait environ dix naufrages par an. Si un bateau rompait ses amarres, il était récupéré au niveau des écluses de Briare. Le temps de passage pouvait durer de 2 à 4 heures pour la descente et de 3 à 6 heures pour la montée. De nos jours, on peut toujours voir le chemin de halage, appelé la « levée de l'Escargot » ainsi que la rampe d'accès au pont et les tireurs de câbles sur chaque rive.

## Galerie photo
(De l'amont à l'aval de la Loire)

### À l'époque du fonctionnement

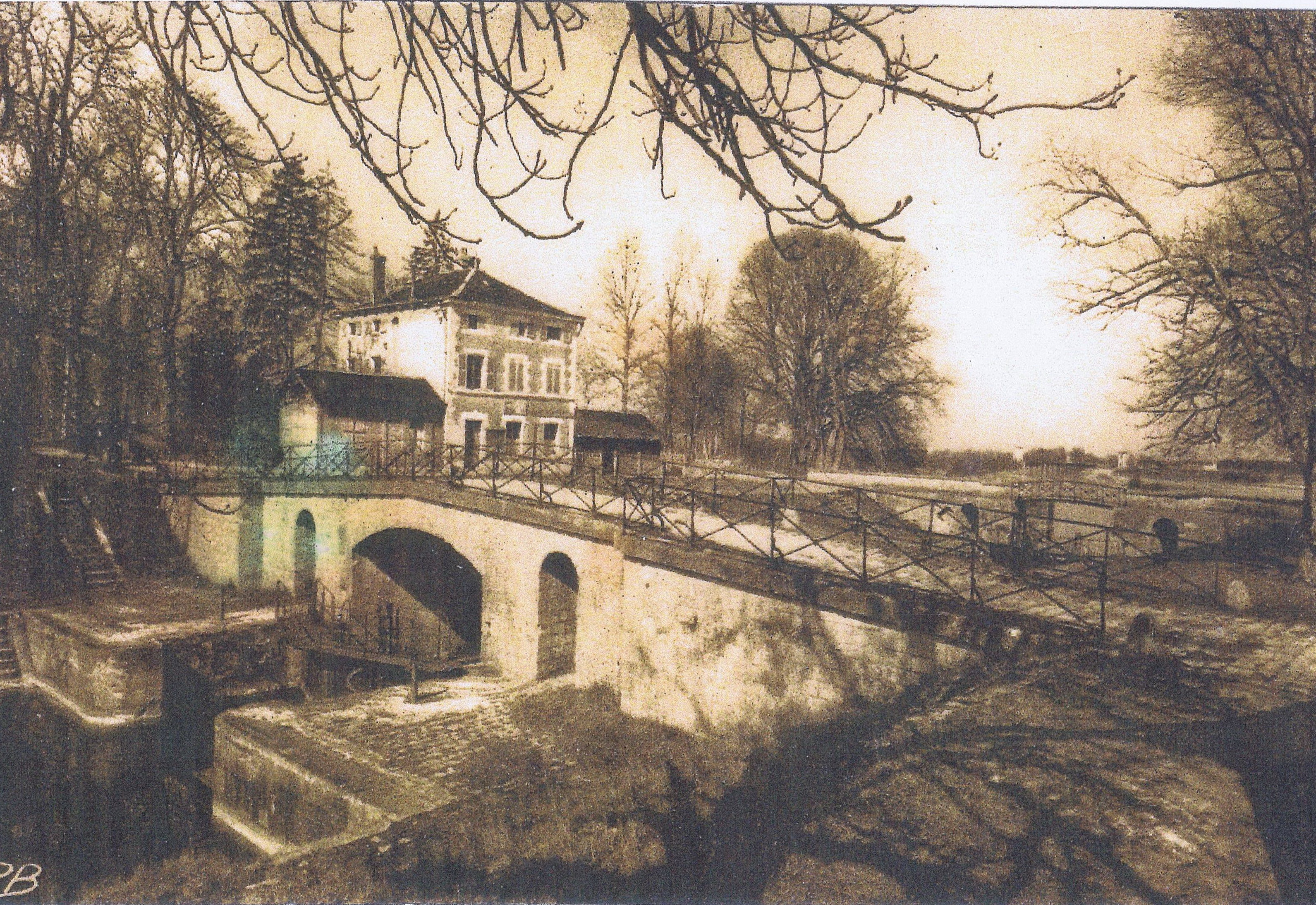
Écluse et maison éclusière de Mantelot.
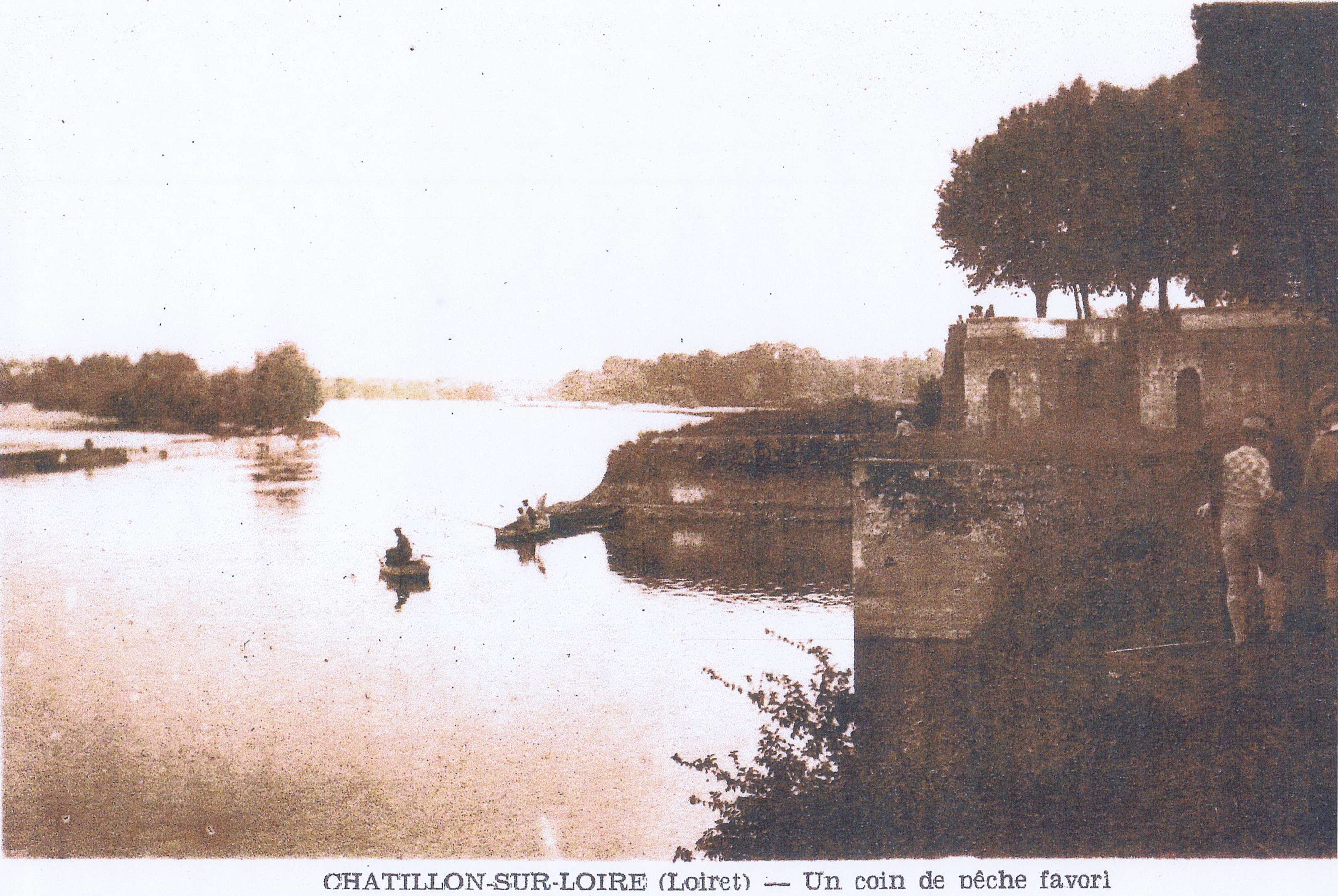
Écluse de Mantelot, côté Loire.
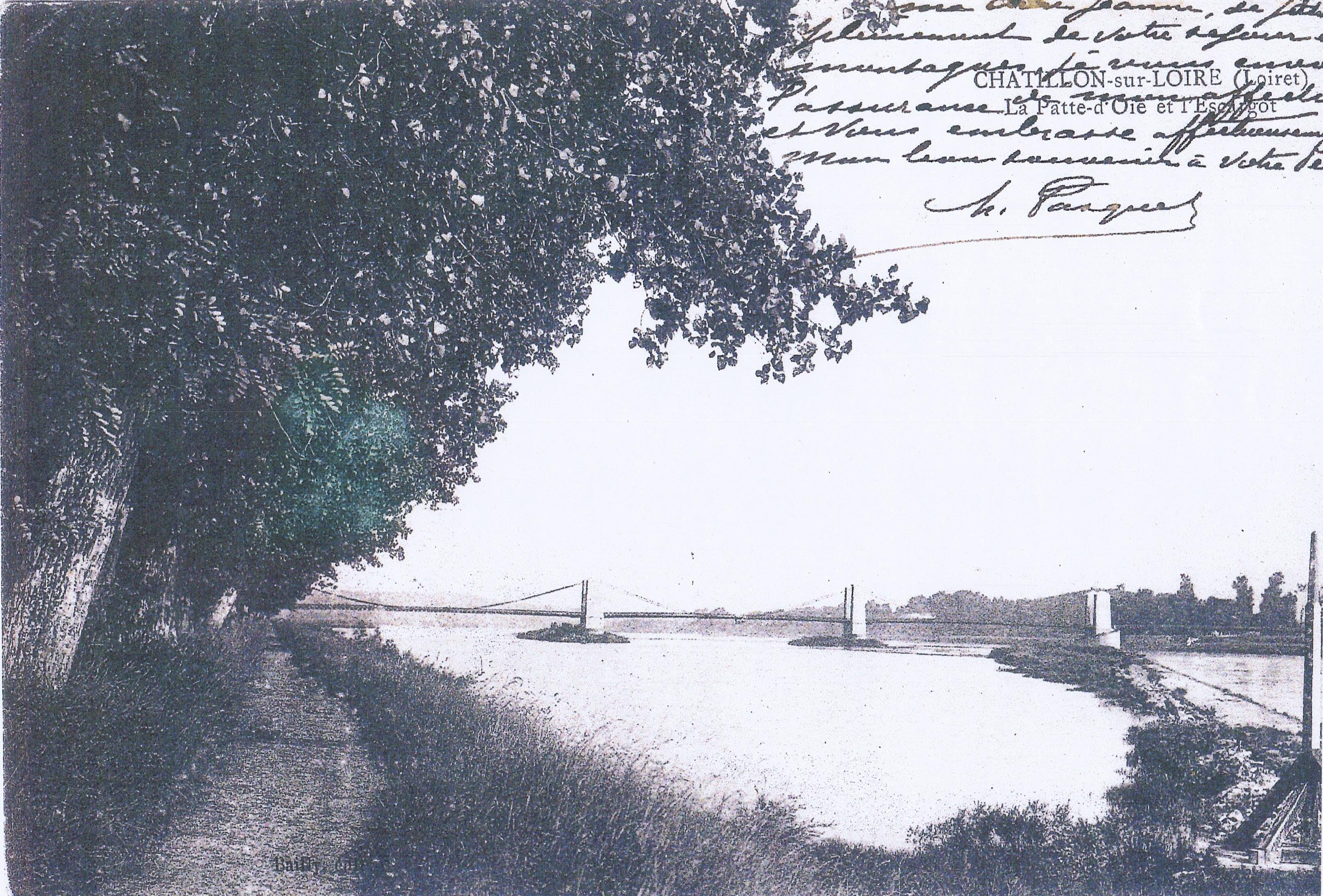
Bras mort de Mantelot. À droite, la levée de l'Escargot et à l’extrême droite, une balise qui servait de repère aux bateaux.
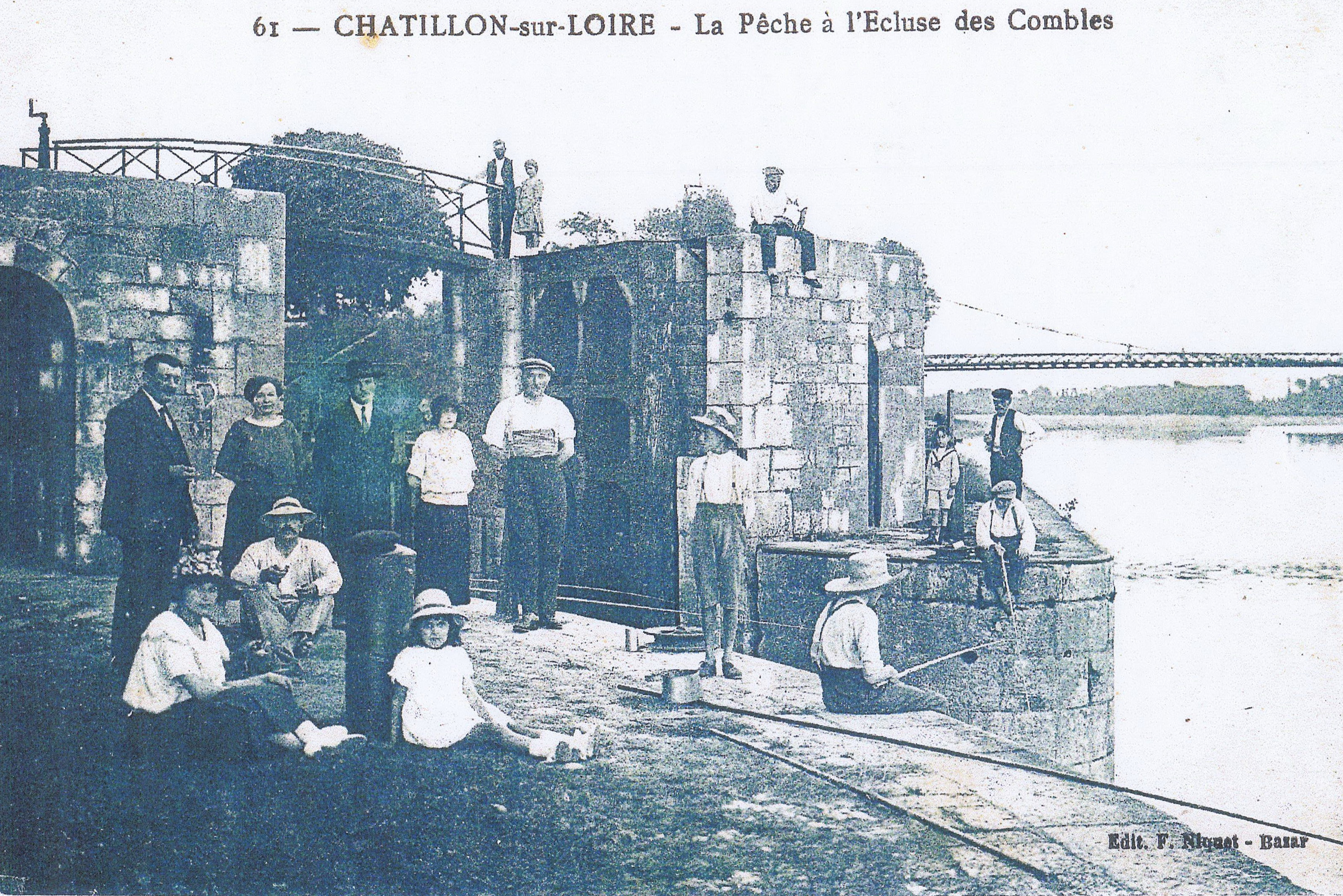
Écluse des Combles, côté Loire.

### De nos jours

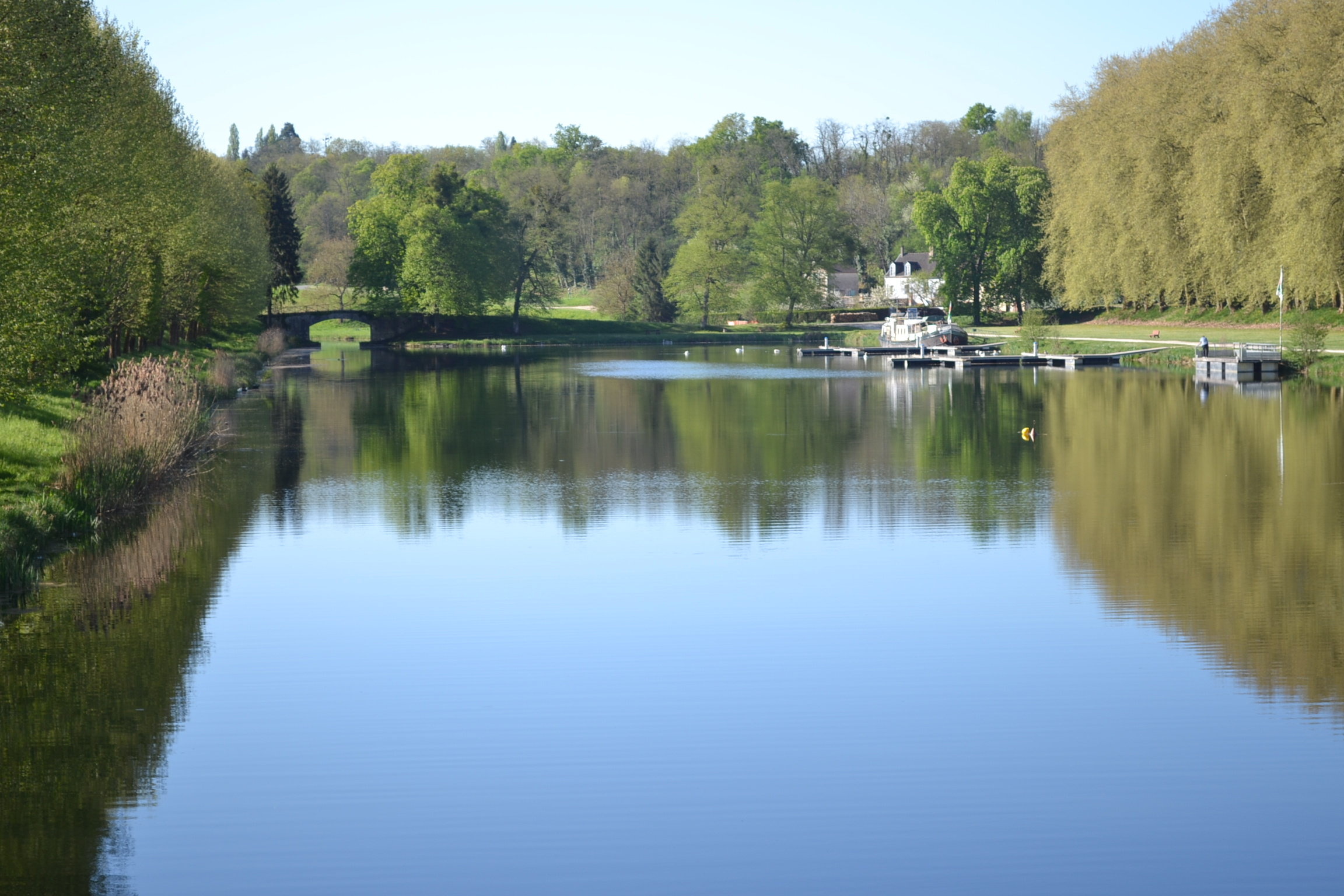
Gare d'eau de Mantelot.
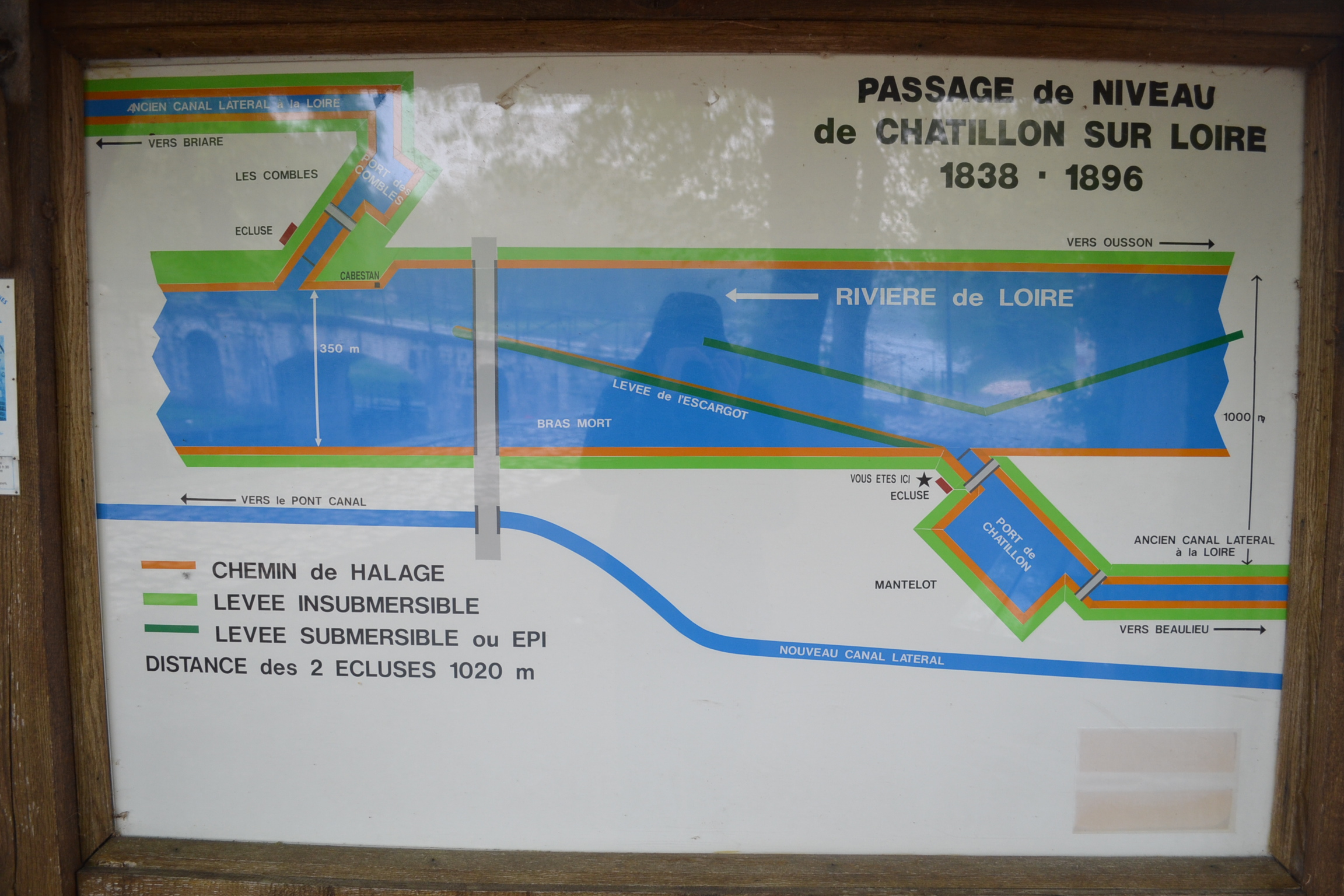
Panneau d'information à Mantelot.
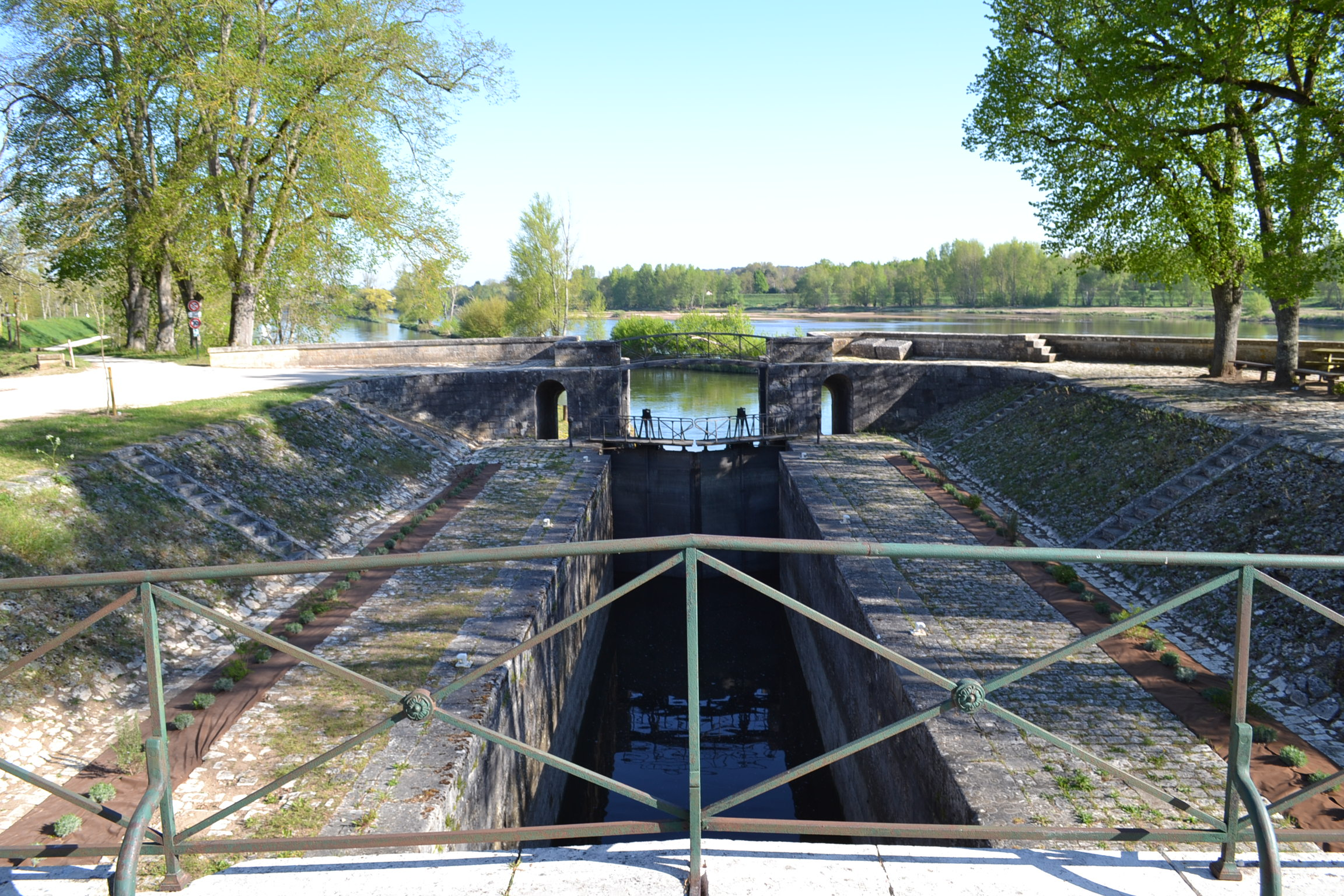
Écluse de Mantelot.
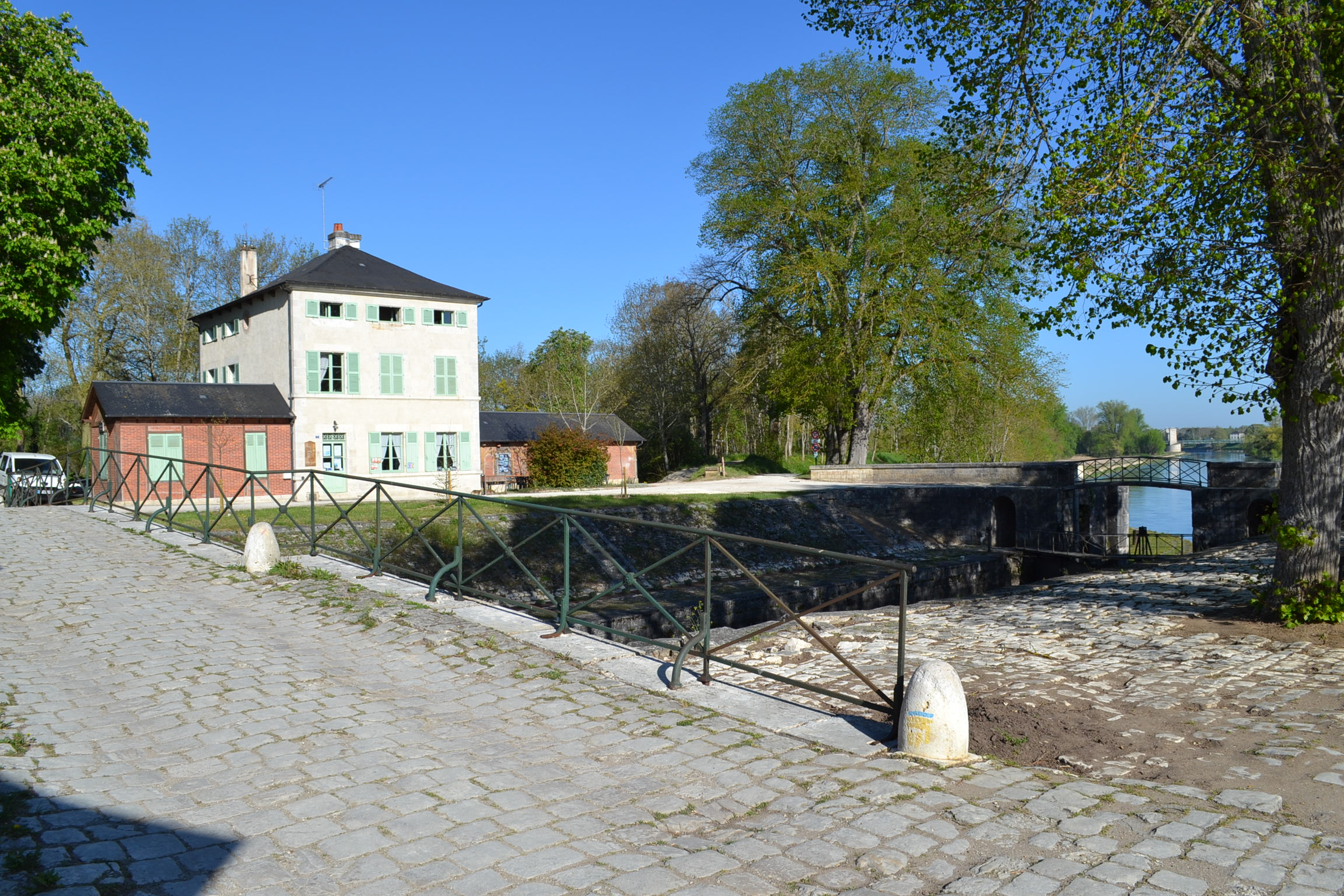
Écluse de Mantelot avec la maison éclusière.
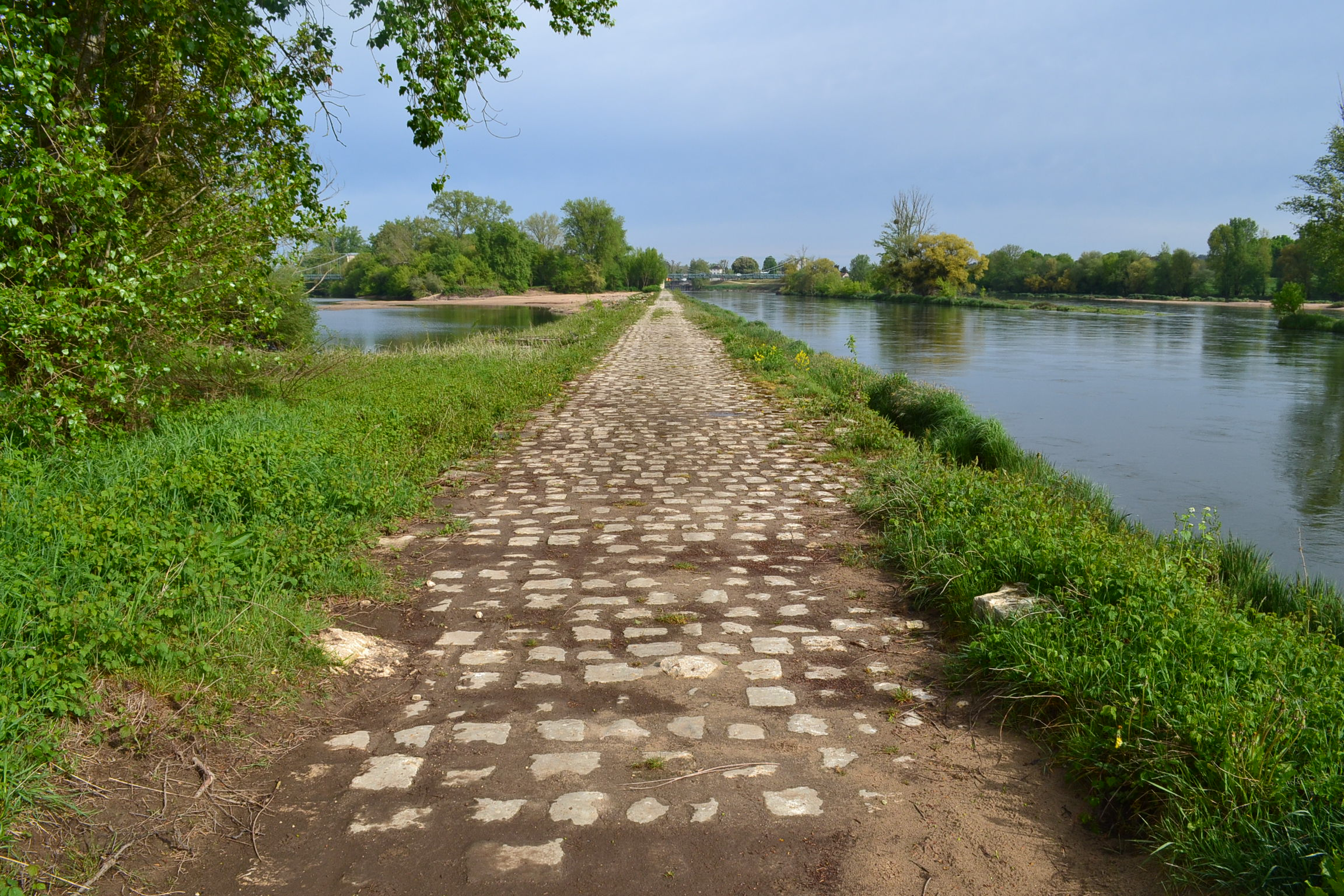
Levée de l'Escargot où circulaient les chevaux.
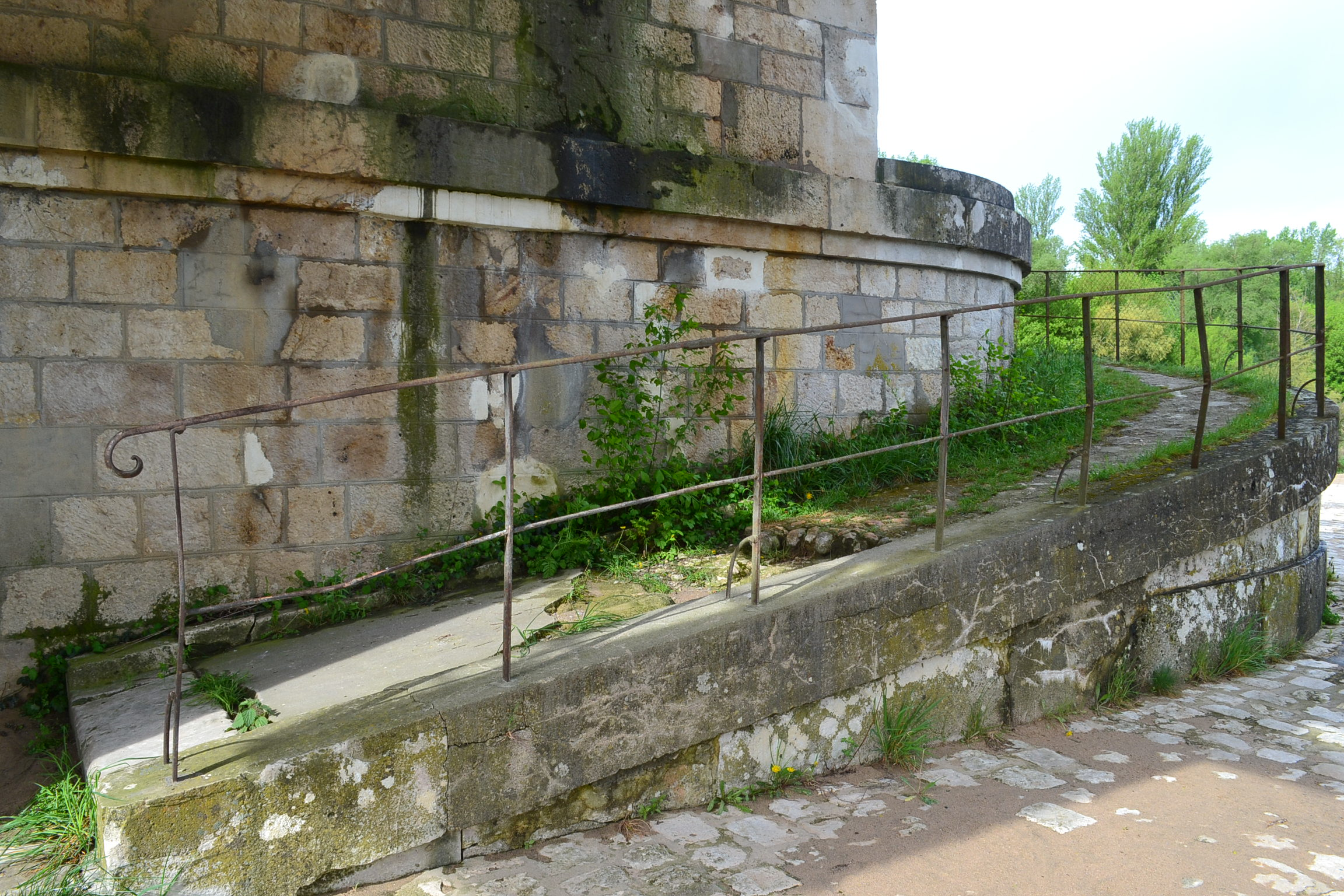
Rampe d'accès (dite de « l'Escargot ») pour chevaux au pont de Châtillon-sur-Loire.
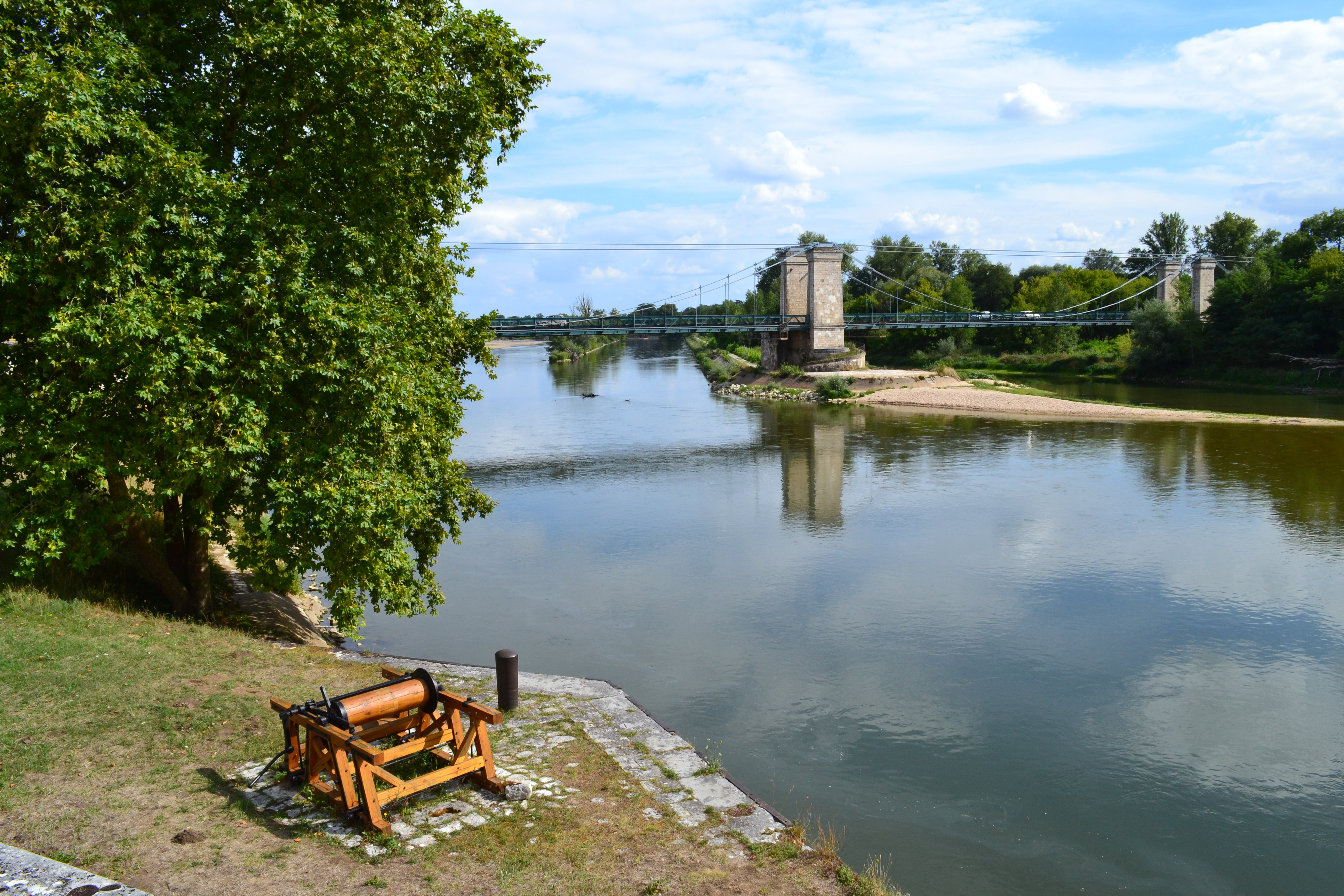
Tireur de câbles côté Combles, avec vue sur le passage en Loire.
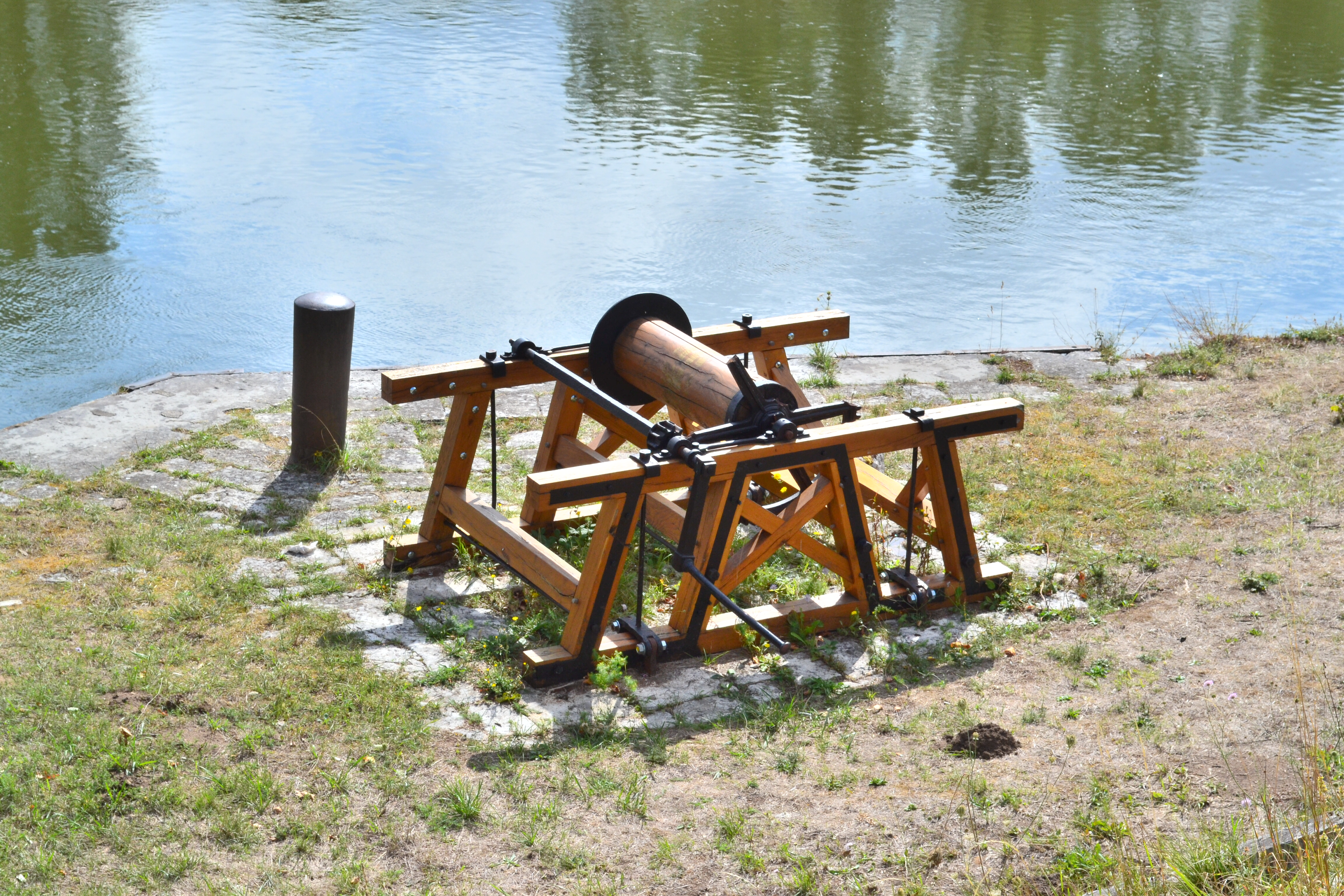
Tireur de câble à main, côté Combles.
- Vidéo du fonctionnement du tireur de câble, côté Combles.
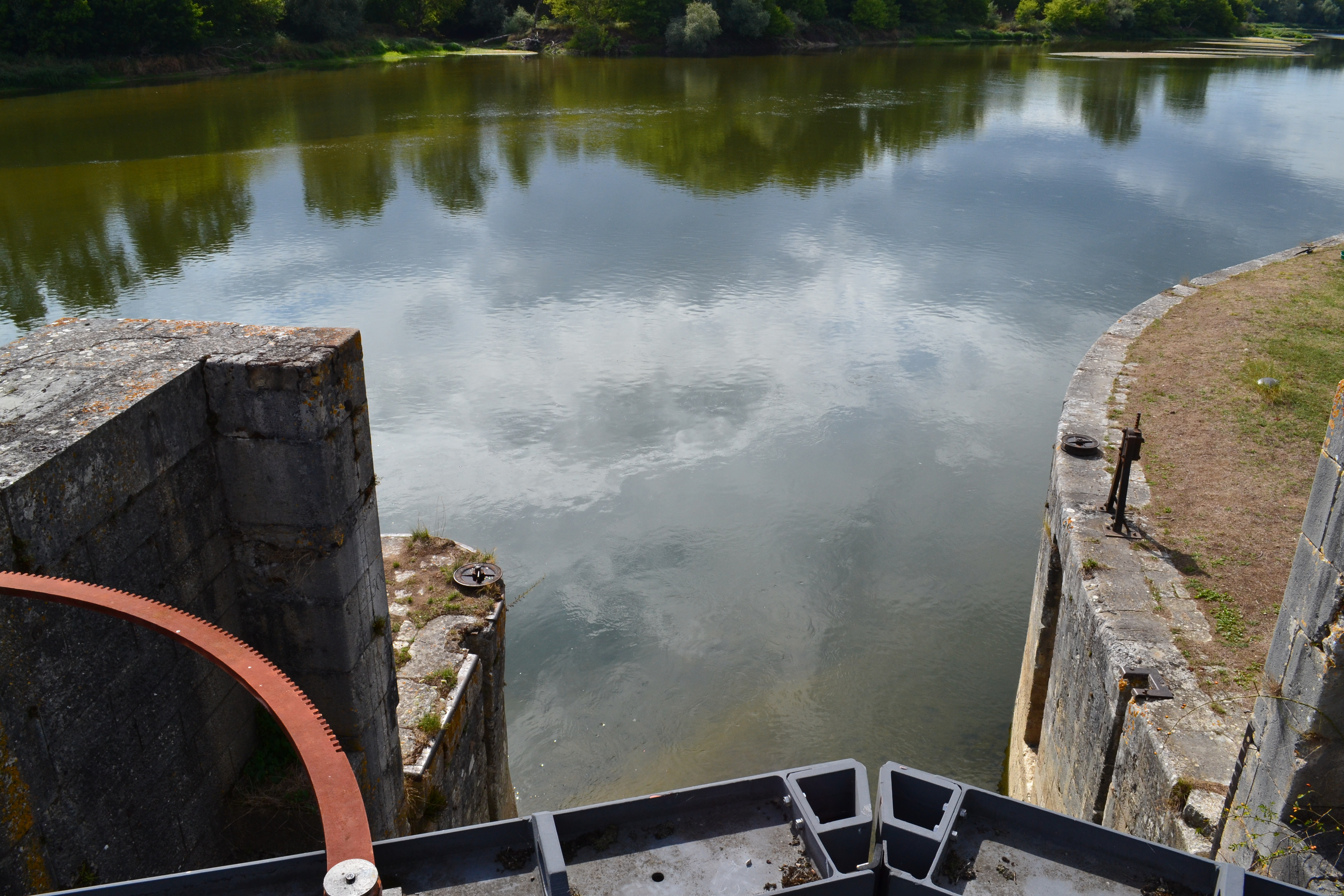
Écluse des Combles, côté Loire.
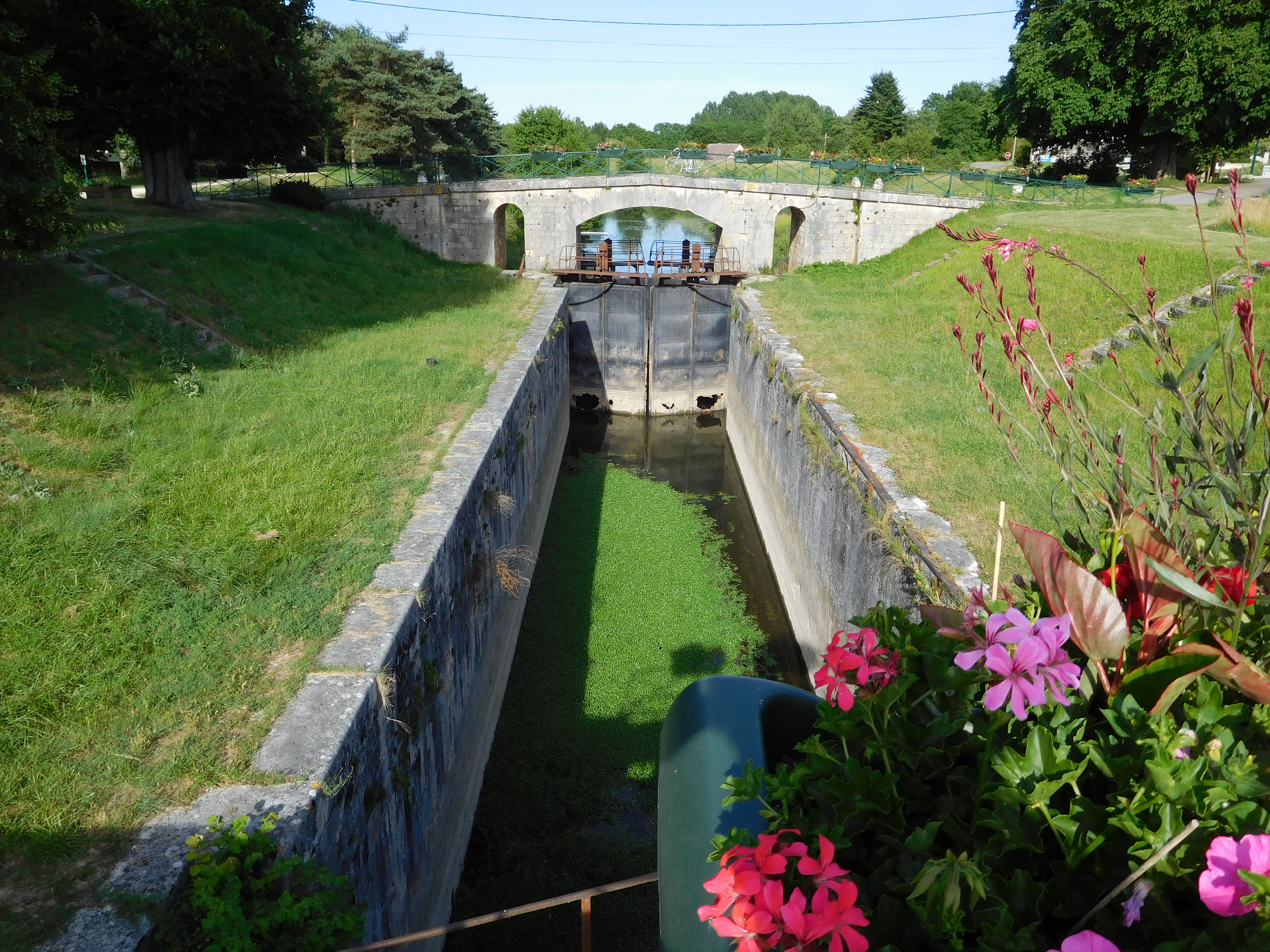
Écluse des Combles.
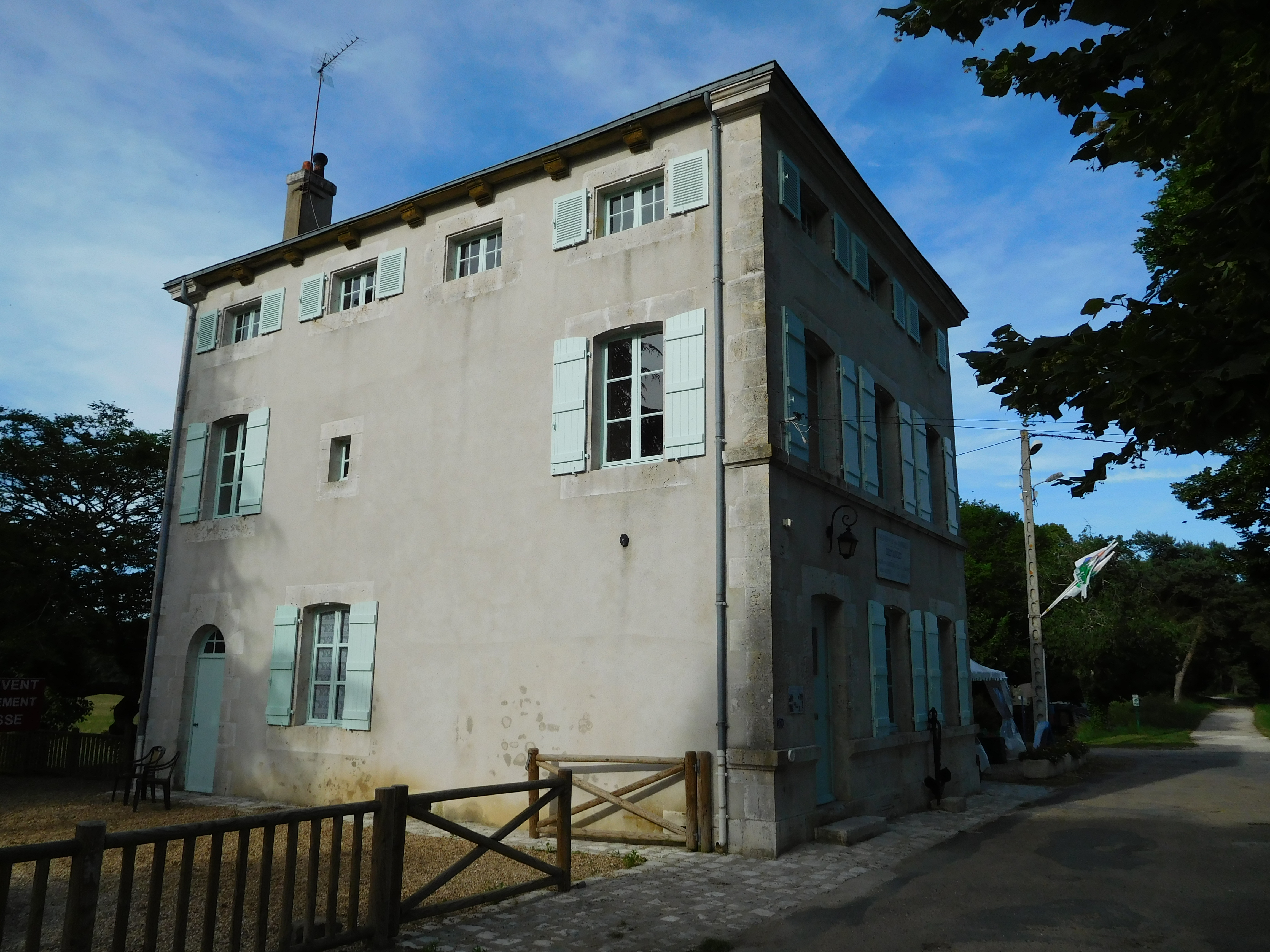
Maison éclusière des Combles (1839).